# Ceraphron bicolor
Ceraphron bicolor är en stekelart som beskrevs av Alan Parkhurst Dodd 1914. Ceraphron bicolor ingår i släktet Ceraphron och familjen pysslingsteklar. Inga underarter finns listade i Catalogue of Life.